# 鳳林站 (韓國)
鳳林站（：／ Bongnim yeok */?）是位于韩国大邱廣域市軍威郡山城面鳳林里的一个铁路车站，它属于中央线。

## 历史
- 1938年11月1日 - 落成使用。

## 相鄰車站
韓國鐵道公社
中央線
花本－鳳林－甲峴信號場